# Gora Lodochnikova
Gora Lodochnikova är ett berg i Antarktis. Det ligger i Östantarktis. Norge gör anspråk på området. Toppen på Gora Lodochnikova är 1 585 meter över havet.
Terrängen runt Gora Lodochnikova är platt norrut, men söderut är den kuperad. Trakten är obefolkad. Det finns inga samhällen i närheten.